# Hajdúbagos
Hajdúbagos é um município da Hungria, situado no condado de Hajdú-Bihar. Tem 37,44 km² de área e sua população em 2015 foi estimada em 1.989 habitantes.